# 23 Serpnja (metropolitana di Charkiv)
La stazione di 23 Serpnja (in ucraino 23 Серпня?, ; in russo 23 Avgusta?, 23 Августа) è una stazione della metropolitana di Charkiv, sulla linea Oleksiïvs'ka.

## Storia
La stazione di 23 Serpnja venne attivata il 21 agosto 2004, contemporaneamente al prolungamento da Naukova) della linea Oleksiïvs'ka; rimase capolinea fino al 21 dicembre 2010, con l'attivazione dell'ulteriore prolungamento fino alla stazione di Oleksiïvs'ka.

## Strutture e impianti
Si tratta di una stazione sotterranea, con due binari – uno per ogni senso di marcia – serviti da una banchina ad isola.

## Monumenti e luoghi di interesse
Fuori dalla stazione si trova il monumento al Soldato Liberatore.